# Hirriusa bidentata
Hirriusa bidentata is een spinnensoort uit de familie van de renspinnen (Philodromidae).
De wetenschappelijke naam van de soort werd in 1927 als Hirrius bidentatus gepubliceerd door Reginald Frederick Lawrence.